# Le Scaphandre et le Papillon (film)
Cet article concerne le film de Julian Schnabel. Pour le roman de Jean-Dominique Bauby, voir Le Scaphandre et le Papillon.
Pour plus de détails, voir Fiche technique et Distribution.
Le Scaphandre et le Papillon est un film franco-américain du réalisateur Julian Schnabel, adapté du livre Le Scaphandre et le Papillon de Jean-Dominique Bauby. Il est tourné en 2006 et est sorti en 2007.
Il est multi-primé à travers le monde, particulièrement pour le metteur en scène Julian Schnabel (festival de Cannes 2007, Golden Globes 2008) et l'interprète principal Mathieu Amalric (César du meilleur acteur 2008). Il a également reçu le Golden Globe du meilleur film étranger en 2008.

## Synopsis
Dans son livre Le Scaphandre et le Papillon, Jean-Dominique Bauby raconte comment, alors rédacteur en chef du magazine Elle, il est plongé le 8 décembre 1995 par un AVC massif dans un coma d'où il ressort vingt jours plus tard affecté du locked-in syndrome. Le seul moyen de mouvement et d'expression qui lui reste est sa paupière gauche ; lettre par lettre (un clignement pour sélectionner la lettre dans l'alphabet qu'on lui lit), il dicte pendant l'été 1996 son livre, qui paraît quelques jours avant sa mort le 9 mars 1997.

## Fiche technique
- Titre : Le Scaphandre et le Papillon
- Réalisation : Julian Schnabel
- Scénario : Ronald Harwood, d'après l'œuvre originale de Jean-Dominique Bauby Le Scaphandre et le Papillon (Robert Laffont, 1997)
- Direction de la photographie : Janusz Kaminski
- Cadreur : Berto
- Musique originale : Paul Cantelon
- Montage : Juliette Welfling
- Décors : Michel Eric et Laurent Ott
- Costumes : Olivier Beriot
- Son : Jean-Paul Mugel, Francis Warnier et Dominique Gaboriau
- Production : Kathleen Kennedy et Jon Kilik
- Société de production : Pathé Renn Productions
- Pays de production :  France
- Langue originale : français
- Genre : drame, biopic
- Format : couleur
- Durée : 112 minutes
- Dates de sortie :
  - France : 22 mai 2007 (Festival de Cannes) ; 23 mai 2007 (sortie nationale) ; 20 février 2008 (ressortie)[1]
  - Belgique et Suisse : 23 mai 2007

## Distribution
- Mathieu Amalric : Jean-Dominique Bauby
- Emmanuelle Seigner : Céline Desmoulin
- Marie-Josée Croze : Henriette Durand
- Anne Consigny : Claude
- Patrick Chesnais : le docteur Lepage
- Niels Arestrup : Roussin
- Olatz Lopez Garmendia : Marie Lopez
- Jean-Pierre Cassel : Le père Lucien / le vendeur à Lourdes
- Marina Hands: Joséphine
- Max von Sydow : Papinou
- Isaach de Bankolé : Laurent
- Emma de Caunes : l'impératrice Eugènie
- Jean-Philippe Ecoffey : le docteur Mercier
- Gérard Watkins : le docteur Cocheton
- Nicolas Le Riche : Nijinski
- François Delaive : l'infirmier
- Anne Alvaro : Betty
- Françoise Lebrun : madame Bauby
- Zinedine Soualem : Joubert
- Agathe de La Fontaine : Ines
- Franck Victor : Paul
- Laure de Clermont-Tonnerre : Diane
- Théo Sampaio : Théophile
- Fiorella Campanella : Céleste
- Michael Wincott : le photographe de mode
- Jean-Baptiste Mondino : lui-même
- Lenny Kravitz : lui-même
- Farida Khelfa : elle-même

## Production
Les droits d'adaptation du livre sont achetés par Steven Spielberg et sa société DreamWorks avant d'être rachetés par Pathé.
Le tournage a eu lieu en partie à l’hôpital maritime de Berck dans le Pas-de-Calais, où Jean-Dominique Bauby a été soigné. C'était, aux dires du réalisateur, « parce que les paysages, l’ambiance, les infirmiers étaient essentiels à la crédibilité de l’adaptation ».
Le film, d'un coût total de 10,9 millions d'euros, a été tourné en moins de deux mois.

## Analyse

### Thématiques
On peut voir dans le film deux références à des classiques du cinéma : - Tant qu'il y aura des hommes, où la célèbre scène du baiser entre Burt Lancaster et Deborah Kerr est reproduite par Mathieu Amalric et Agathe de La Fontaine ; - et Les Quatre Cents Coups de François Truffaut, avec le passage où le personnage principal, au volant de sa voiture, roule dans Paris, scène qui ressemble beaucoup à l'ouverture du film et en reprend le thème musical.

### Comparaison avec le livre
Le film, qui reprend le titre du livre, exprime à son tour, aussi fidèlement que possible, les effets matériels, affectifs et psychologiques du locked-in syndrome en général sur ses victimes et sur leur entourage. Dans cette mise à l'écran, le cas personnel de Jean-Dominique Bauby reçoit plusieurs changements substantiels, notamment l'ajout d'un troisième enfant (Hortense) et une certaine altération des rôles respectifs, à l'hôpital, de la maîtresse et de la mère des enfants. En effet, si l'ex-femme de Jean-Dominique Bauby, détentrice des droits d'auteur (en attendant que leurs deux enfants les récupèrent à 25 ans) a validé le scénario, sa dernière compagne, journaliste à Elle, intervient aussi car elle est « présentée, dans le scénario, comme tellement désespérée qu'elle n'ose pas venir voir le malheureux ».

## Accueil critique
Sur Rotten Tomatoes, le film obtient un score de 94% d'avis favorables, sur la base de 178 critiques collectées et une note moyenne de 8,30/10 ; le consensus du site indique : « Les visuels à couper le souffle et les performances dynamiques font du Scaphandre et le Papillon un biopic puissant ». Sur Metacritic, le film obtient une note moyenne pondérée de 92 sur 100, sur la base de 36 critiques collectées.

## Distinctions
Les prix reçus sont en gras.
- Sélectionné en compétition officielle au Festival de Cannes 2007 :
  - Prix de la mise en scène pour Julian Schnabel
  - Prix Vulcain de l'artiste technicien pour le directeur de la photographie Janusz Kaminski
- Golden Globes 2008 :
  - Golden Globe du meilleur réalisateur pour Julian Schnabel
  - Golden Globe du meilleur scénario pour Ronald Harwood
  - Golden Globe du meilleur film en langue étrangère
- Nommé au grand prix de l'Union de la critique de cinéma en 2008
- Lumières 2008 : Prix Lumières du meilleur film
- Prix Jacques-Prévert du scénario, catégorie adaptation, pour Ronald Harwood
- César 2008 : 
  - César du meilleur film
  - César du meilleur réalisateur pour Julien Schnabel
  - César du meilleur acteur pour  Mathieu Amalric. L'acteur était absent lors de son sacre, il était en plein tournage de Quantum of Solace.
  - César de la meilleure adaptation pour Ronald Harwood
  - César du meilleur montage pour Juliette Welfling
  - César de la meilleure photographie pour Janusz Kaminski
  - César du meilleur son pour Jean-Paul Mugel, Francis Wargnier et Dominique Gaborieau
- Oscars 2008 : 
  - Oscar du meilleur réalisateur pour Julian Schnabel
  - meilleure adaptation pour Ronald Harwood
  - meilleure photographie pour Janusz Kaminski
  - meilleur montage pour Juliette Welfling

Le film est considéré par la BBC comme appartenant aux 100 meilleurs du 21e siècle (en 77e position).